# Llançament de pedres damunt l'aigua
Fer sopetes (o fer sopes), fer granotes/ranetes (o fer la rana), fer la rateta, fer peixos, jugar a fer peixets, fer passeres, fer rigalets, fer lliscar o llançar passanelles és un joc que consisteix a llançar macs plans (dits passanelles que es troben en les cales i lluquets a Valldemossa) horitzontalment per a fer-los botar en salts successius lliscant damunt la superfície de l'aigua (d'un riu, d'un estany o de la mar). L'objectiu és d'arribar a fer fer al palet un màximum de rebots.
S'han de triar els còdols com més minsos possible i d'una mida suficient perquè llançant-los a flor d'aigua no s'enfonsin a causa de llur pes i rebotin mantes vegades damunt la superfície aquosa.
A l'Alguer, a l'estiu la mainada solia fer sopes mirant d'encertar-ne el nombre de salts: l'un deia Quant de pans se menja el rei?, a què responien els altres: Tres, quatre, etc.

## Campionats i rècords
La North American Stone Skipping Association (NASSA), fundada per Coleman-McGhee, el 1989 i amb seu a Driftwood, Texas, va sancionar campionats mundials duran quatre anys de 1989 a 1992 a Wimberley, Texas. El propvinent campionat oficial mundial de la NASSA s'espera que tindrà lloc a la Platja d'en Ros a Cadaqués.
El rècord mundial pel nombre de rebots del Guinness Book of Records és de 88 per Kurt "Mountain Man" Steinerr, 48 anys. El tir va ser fet el 6 de setembre del 2013 a Red Bridge en el Bosc Nacional de Allegheny, a Pennsilvània. El rècord anterior era de 65 rebots, per Max Steiner, a Riverfront Park, a Franklin, Pennsilvània. Abans d'ell, el rècord era de 51 rebots, detingut per Russell Byars el 19 de juliol del 2007, a la mateixa localització. Kurt Steiner també detingué el rècord mundial entre 2002 i 2007.
Un campionat de llançar palets d'una naturalesa diferent té lloc cada any a Easdale, a Escòcia, en el qual la distància és mesurada i no pas el nombre de rebots, que és el cas a fora dels EUA. D'ençà del 1997, competidors de tot el món han participat Campionats del  món de llançar pedres en una pedrera abandonada a Easdale Island, utilitzant la llicorella de Easdale. La pedra ha de botar almenys tres cops per a comptar. Els resultats històrics són disponibles a www.stoneskimming.com. Dougie Isaacs (Escòcia) va tornar a guanyar el títol el 2015, fent-ne el campió amb més títols mundials en la història de la competició (7). Altres titulars de títol actuals inclouen Lucy Fusta (Anglaterra) Senyoretes de tot el món; Coerd de Heer (Països Baixos), europeu; Jolien Eshuis (Països Baixos) Senyoretes europees; Kevin Waltham (Anglaterra), Tot Anglaterra; Emily Ostridge (Anglaterra), Senyores de tot Anglaterra; Tim Wright (Anglaterra), Gal·les Open. No hi ha cap rècord mundial oficial per distància, encara que el Guinness Records ara ha aprovat un esdeveniment per a això que tindrà lloc a Llanwrtyd Wells, a Powys, Gal·les el dilluns 30 de maig del 2016, el nombre de participants serà limitat a 20 dels millors llançadors de la competició.

## Passanelles a Cadaqués
En la parla de Cadaqués (Alt Empordà), al fet de fer saltar una pedra planera per la superfície de l'aigua de manera que faci el major nombre de salts possible, s'anomena llançar passanelles. Les platges de Cadaqués estan formades per còdols plans (passanelles) sobre la sorra. Això ha propiciat que el llançament de passanelles sigui un joc antic i popular a les seves platges.
A principis dels anys 30 del segle xx, s'hi introduí el 'Concurs de cops de pedra' per la festa major, a iniciativa de l'empresari cadaquesenc Iu Sala i Pomés, que consistia en llançar passanelles a una certa distància de la platja i encertar una llauna de petroli penjada d'un fil. El guanyador rebia un diploma, una medalla i un rellotge.
Des del 1996 s'aprofiten les minves de gener per celebrar cada any el 'Llançament de passanelles' a la platja Gran, en el que els llançadors se situen davant de deu carrils delimitats per boies i llancen quatre pedres cadascun. Amb tots els llançaments es crea un registre acústic, de manera que la distància que recorre la pedra determina el to de la nota, i el nombre de salts, el temps. Amb aquestes notes s'elabora una composició musical que s'interpreta al final del matí a la mateixa platja. Els darrers anys s'ha celebrat un dissabte del mes d'abril.

## Explicació científica

Llançament de palet

Una explicació primerenca de la física del llançament de palet va ser feta per Lazzaro Spallanzani en el segle xviii.
La pedra genera ascensió de en la mateixa manera que un platet volador, empenyent l'aigua cap avall mentre es mou esbiaixadament per l'aigua. La tensió de la superfície hi fa molt poc. La rotació de la pedra actua per a estabilitzar-la en contra de la força d'ascensió aplicada darrere seu.
Una recerca empresa per un equip dirigit pel físic francès Lydéric Bocquet va descobrir que un angle d'aproximadament 20° entre la pedra i la superfície de l'aigua és òptim. Bocquet i els seus col·legues van ser sorpresos de descobrir que canvis en la velocitat i la rotació no van canviar aquest fet. Un treball de Hewitt, Balmforth i McElwaine ha mostrat que si la velocitat horitzontal pot ser mantinguda els rebots poden continuar indefinidament. La recerca més primerenca feta per Bocquet va calcular que el rècord mundial de 38 rebots de Coleman-McGhee, imbatut durant molts anys, va requerir una velocitat de 12 m/s (25 mph), amb una rotació de 14 revolucions per segon.

## Noms[calcitació]
- Occità: "se far" o "jogar a las sopetas dins l'aiga" (jugar a les sopetes dins l'aigua).
- Francès: "fer rebots" (faire des ricochets), "fer rodonetes dins l'aigua" (faire des ronds dans l'eau), "epostracisme"
- Espanyol: "fer cabretes" (hacer cabrillas), "fer granotes" (hacer ranitas), "epostracismo", "cucharetas", "panecitos", "tagüitas",
- Portuguès "peixet" (peixinho), "petxinetes" (conchinhas), "capellets" (chapeletas), "epostracismo"
- Italià: "rimbalzello" (rebotet)
- Anglès: "skipping stones" o "skipping rocks" (Amèrica del Nord), "stone skimming", "skimming stones" o "ducks and drakes" (Gran Bretanya), "stone skiffing" (Irlanda)[13]
- Bengali: "Salts de granota" (Bengachi); "blauet" ("Machhranga")
- Bosnià/Croata/Montenegrí/Serbià: "(Llançar) granotetes" ((bacati) žabice)
- Búlgar: "granotes" (жабки)
- Cantonès: "fer rebotar (petites) pedres" (片石(仔) [pin sek (tzai)])
- Txec dělat (házet) žabky/žabičky (fer/tirar granotes– a tot el país i generalment intel·ligible. Algunes regions i els dialectes utilitzen també: dělat kačky/kačeny/kačery/kačenky/káčata/káčírky (fer ànecs/aneguets, esp. a l'est de Bohèmia i parts de Moràvia) rybičky/rybky (peixets), mističky (platets), talíře (plats), podlisky/podlíšky/lyšky (cueretes), potápky (cabussadors), pokličky/pukličky (tapadora d'olla), plisky, plesky (solapes), žbluňky (plops), šipky (dards), bubliny (bombolles), židy (jueus), páni/panáky (senyors/xifres), babky (velles pageses/cueretes), panenky (nines/noies/libèl·lules), převážet panenku Mariu (anar cap a la Verge), i molts altres[14]
- Danès: "relliscar" (smut o at smutte), "fer relliscades" (a slå smut)
- Telugu "Salts de granota" (kappa gantulu)
- Estonià: "tirar un burbot" (lutsu viskama)
- Finlandès: "tirar pa/un entrepà" (heittää leipiä/voileipiä)
- Grec: "granotetes" (βατραχάκια)
- Hongarès: "fer ànecs; llançar ànecs" (kacsázik)
- Japonès: "tallar l'aigua" (「水切り」[mizu kiri])
- Coreà: Mulsujebi (Hangul: 물수제비; RR: mulsujebi), significant Aigua (Hangul: 물; RR: mul) i sopa coreana Sujebi.
- Macedonià: "Granotes" (жабчиња)
- Mandarí: (打水漂 [da shui piao])
- Marathi: ([bhakrya kadhne])
- Mongol: "fer el salt de conill" (tuulai kharailgakh) o "fer la llepada de gos" (nokhoi doloolgokh)
- Noruec: "flounder" (flyndre)
- Polonès: "deixar sortir els ànecs" (puszczanie kaczek)
- Rus: "coure creps" (печь блины [pech blini])
- Suec: "tirar un entrepà" (kasta smörgås o kasta macka)
- Turc: "fer lliscar/remenar una pedra" (taş sektirme)
- Ucraïnès: "deixar sortir les granotes" (zapuskaty zhabky)